# DC EP
DC EP es un EP de John Frusciante grabado y publicado en 2004. Es el tercero de una serie de seis EP lanzados desde junio de 2004 hasta febrero de 2005. Fue producido por Ian MacKaye, miembro de Minor Threat y Fugazi entre otros. Contiene cuatro canciones.
Según Frusciante: "Esas canciones fueron escritas mientras estaba de gira por By The Way. Escuchaba demasiado a The Velvet Underground. Son solamente cuatro canciones que duran 15 minutos. Estoy acostumbrado a producir mis propias grabaciones, pero cuando dejé todo en manos de Ian MacKaye, usando equipos que no eran míos y tocando instrumentos que no eran míos, todo fue diferente."

## Lista de canciones
Todas las canciones compuestas por John Frusciante.
1. "Dissolve" - 4:27
2. "Goals" - 3:21
3. "A Corner" - 3:35
4. "Repeating" - 3:24

## Personal
- John Frusciante - voz, guitarra, bajo y diseño
- Jerry Busher - batería
- Ian Mackaye - productor